# こころの王国 菊池寛と文藝春秋の誕生
『こころの王国 菊池寛と文藝春秋の誕生』（こころのおうこく きくちかんとぶんげいしゅんじゅうのたんじょう）は、猪瀬直樹による日本の小説。
2002年4月号から2003年12月号まで文藝春秋の文芸月刊誌「文學界」に連載された。
2008年5月17日、本作を原作とした映画『丘を越えて』が公開された。

## 概要
文藝春秋創設者・菊池寛と、周囲の人々の人間模様を描く。
- 単行本：2004年4月発行、ISBN 4163658505（文藝春秋刊）
- 文庫版：2008年1月発行、ISBN 9784167431150（文春文庫刊）

## あらすじ
江戸っ子でテキ屋を父に、芸者を母に育った娘・葉子は、作家菊池寛が社長を務める文藝春秋社のドアをくぐる。そこで出会った朝鮮人社員・馬は、彼女は人員削減の昨今落とされるだろうが、菊池には気に入られるだろうという。その言葉通り、菊池は小説もたしなみ、細かい気配りもできる葉子を気に入り、個人秘書として雇うことを決める。葉子は菊池に可愛がられるが、朝鮮の貴族の出であり、祖国再建を夢見ている馬に次第に惹かれゆく自分を感じるのだった。

## 映画
『丘を越えて』のタイトルで2008年5月17日に公開された。本篇のDVDは2008年10月21日発売。

### キャスト
- 菊池寛：西田敏行
- 細川葉子[1]：池脇千鶴
- 馬海松：西島秀俊
- 細川はつ：余貴美子（葉子の母）
- 佐々木茂索：嶋田久作
- 長谷川伸策：猪野学
- 堀口カツ：石井苗子
- 細川徳蔵：峰岸徹（葉子の父）
- ：利重剛
- ：戸田昌宏
- ：中田寛美
- ：下元史朗
- ：金山一彦
- ：猪瀬直樹（特別出演）

### スタッフ
- 監督：高橋伴明
- プロデューサー：日下部孝一
- 企画：内田ゆき
- 脚本：今野勉
- 撮影：小松原茂
- 美術：山本修身
- 編集：河原弘志
- 主題歌：つじあやの 『丘を越えて』
- 照明：才木勝
- 録音：福田伸
- 助監督：柿沼竹生
- 制作プロダクション：ゼアリズエンタープライズ
- 製作委員会メンバー：ゼアリズエンタープライズ、東映ビデオ、サクシードアイピー、オーピー企画、アイコット